# Transformada inversa de Laplace
En matemática, la transformada inversa de Laplace de una función F(s) es la función f(t) que cumple con la propiedad 
{\displaystyle {\mathcal {L}}\left\{f(t)\right\}=F(s),}
donde {\displaystyle {\mathcal {L}}} es la transformada de Laplace.
La transformada de Laplace junto con la transformada inversa de Laplace tienen un número de propiedades que las hacen útiles para el análisis de sistemas dinámicos lineales.

## Forma integral
Una fórmula integral para la transformada inversa de Laplace, llamada integral de Bromwich, integral de Fourier-Mellin o fórmula inversa de Mellin, es dada por la integral lineal:
{\displaystyle {\mathcal {L}}^{-1}\{F(s)\}=f(t)={\frac {1}{2\pi i}}\int _{\gamma -i\infty }^{\gamma +i\infty }e^{st}F(s)\,ds,}
donde la integración se realiza a lo largo de la línea vertical Re(s) = γ en el plano complejo tal que γ es mayor que la parte real de todas las singularidades de F(s).
- Datos: Q2162701